# 魯本失蹤案
魯本失蹤案，是臺灣1998年11月時，紐西蘭青年魯本．基尼科夫斯基（Reuben Tchernegovski）在阿里山失蹤，之後其父親費爾多次到臺灣尋找並回饋當地，2022年被拍成紀錄片《費爾的旅程》。

## 過程

### 山區失蹤
魯本．基尼科夫斯基原名Reuben Tchernegovski，在家中四名子女中排行第二，時為紐西蘭奧塔哥大學牙醫系學生。他與馬來華人妻子育有兩歲女兒，且妻子在1999年6月將臨盆。父親費爾（Phil Tchernegovski），是有四分之一毛利人血統的雕刻藝術家。

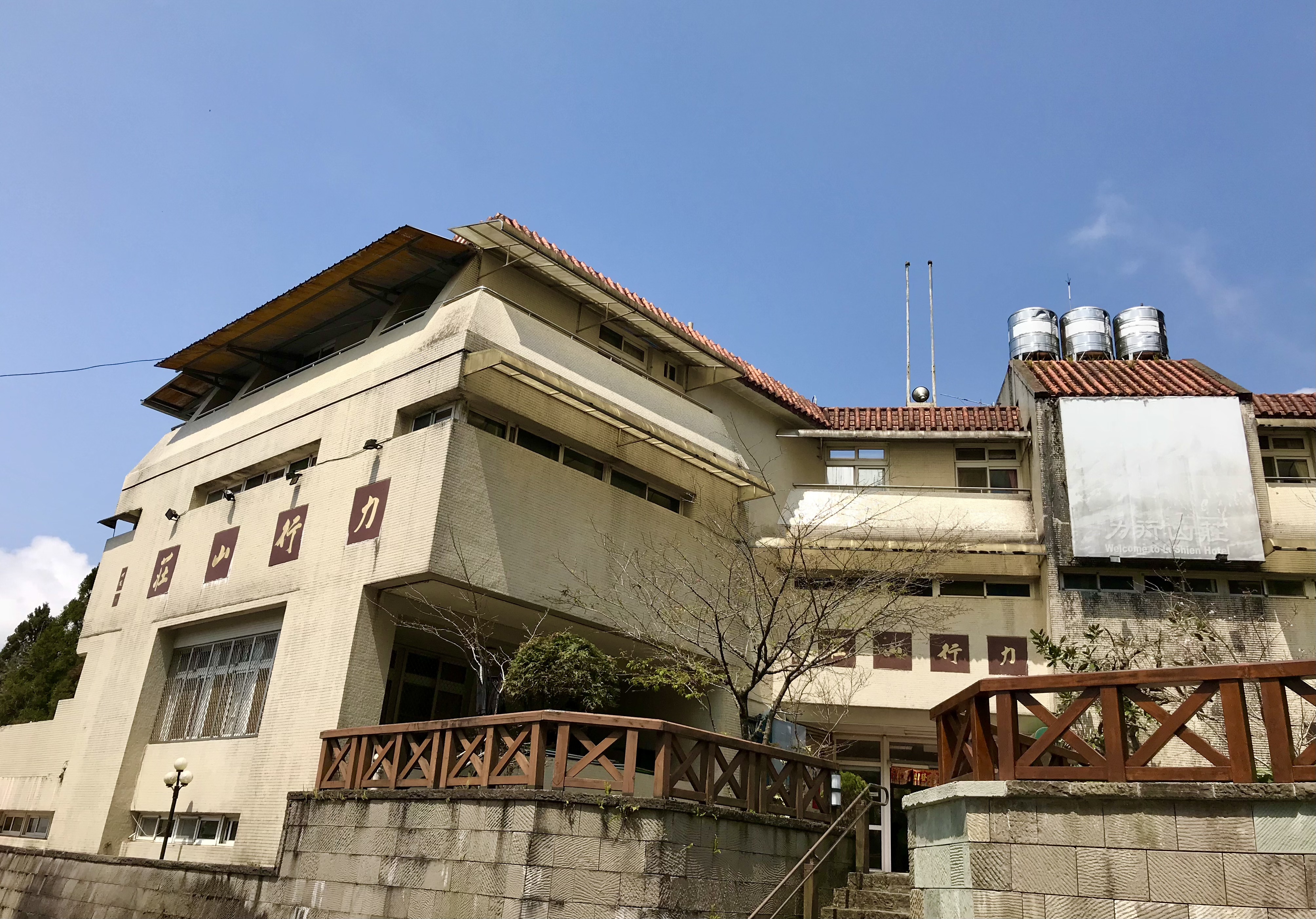
力行山莊

1998年11月15日，魯本從紐西蘭獨自到臺灣自助旅行後，原計畫到雪霸國家公園、武陵農場、墾丁國家公園後，然後12月4日生日當天回家。16日，魯本投宿阿里山遊樂區的力行山莊207號房，次日一早就退房。
在12月4日後，家人發現魯本沒像以前一樣會寄風景明信片，且沒與台灣友人聯絡。12月23日，費爾到臺灣聯繫紐西蘭商工辦事處開始尋子。24日上午，費爾在紐西蘭商工辦事處舉行記者會，手持兒子及全家福照片，哭請眾人幫忙。一名省林務局人員見報後，表示11月25日到阿里山森林遊樂區參加研討會時，在阿里山林業鐵路眠月線塔山地區看到可能是魯本的外國人。

### 動員尋找
1998年12月25日，費爾轉往中華民國總統府陳情後，署長丁原進於中午緊急召回警政署外事組長張琪、外事警官隊及刑事局相關人員開會研商。警政署以傳真函要求各縣、市警察局的山地警分局，立即組成山區救難隊協尋，並在每天下午將搜尋結果回覆警政署外事警官隊。當天，嘉義縣竹崎警分局長林金虎，率領廿多名員警及原住民青年在塔山地區搜尋。26日中午，費爾搭機抵達嘉義縣，拜會嘉義縣警察局長鄭樟雄，傍晚搭車抵達阿里山森林遊樂區了解搜尋情況。27日，中華民國陸軍總部祝山電台、海軍觀通指揮部阿里山雷達站、統指部等十二員也加入搜尋。28日下午，警方找到魯本曾入住力行山莊的資料。劉克襄回憶在清晨五點初時的祝山車站見到一位蓄滿亂鬍、胸前掛著尋子啟示的老人，一旁還有膏藥小販在幫忙宣傳找人。
1999年1月13日，警方停止搜尋，改與熱心人士合力懸賞新台幣26萬元協尋魯本。豐山村楓葉山莊負責人簡天賞認為魯本可能誤用一本過時的指南，誤入已荒廢廿餘年的千人洞至石夢谷的路線，便建議費爾去當地尋找。3月22日，在華僑集資1萬美元資助下，費爾再度到嘉義縣尋子。28日，豐山村民鄒坤棋在千人洞往石夢谷間、海拔1300公尺左右的斷崖發現一具遺骸與附黑色肩帶的藍色背包。29日，費爾到山區確認後，認為衣服中號尺寸與身高185公分的魯本不符。之後，經過DNA比對後，證實非魯本。

### 回報居民
1999年初，江蕙的歌曲《半醉半清醒》，在臺灣成為流行歌。費爾為尋子而在山區搭計程車時，聽到覺得感動，於是司機就到雜貨店買江蕙的CD專輯贈與。事後，費爾回想當初尋覓時是懷著憤怒，但是幾年過後他知道必須放掉，不然這股憤怒成為阻擋他與外界交流的高牆。九二一大地震後，1999年12月27日，費爾第三度到臺灣。當時費爾尋子時，當他在埔里鎮埔里分局看到廢墟的小鎮，便決定暫留幫災民造屋。費爾協助埔里鎮重建直到1月13日，暫居居民張重隆的民宅，14日至阿里山鄉奮起湖探望朋友。
2001年4月3日，費爾再度到臺灣嘉義縣警局拜會局長王文忠，請求警方協尋。費爾返回紐西蘭後，2002年在音樂網站上留言給江蕙，感謝她的歌聲伴他渡過這段時光。
2003年1月2日，費爾到臺灣拜會鄒族友人武山勝，在阿里山停留四天追悼外，獨自走訪合歡山與霧社。
2008年4月28日，《中國時報》刊出劉克襄的散文〈 隱沒福爾摩沙山林 ──江蕙、在阿里山山區失蹤的紐西蘭青年和他的父親〉。後來，劉克襄出書分篇描寫十五位台灣人物故事的《十五顆小行星》，其中引起最大回響、描寫費爾來台尋子的故事。因《十五顆小行星》開頭即以嘉義阿里山做為開場白，敘述作者自北門車站搭車，邂逅了費爾等內容，獲嘉義市文化局選為二○一一嘉義市城市之書評選。
透過劉克襄的《十五顆小行星》，江蕙在2010年邀費爾到臺灣。9月26日，江蕙演唱會後，在後台和與費爾互贈禮物。29日，費爾拜會友人武山勝、簡天賞。29日晚，費爾與劉克襄餐敘時，並透露要將這些旅程寫成書。10月5日，費爾到高雄市警局刑警大隊拜會了當年協助他尋子的警官陳柏彰。
2015年5月10日，費爾在埔里紙教堂舉行《眠月之山：一個紐西蘭父親的台灣尋子奇緣》新書發表會。該書由江蕙作序。之後，他應新故鄉文教基金會到紙教堂駐村，在埔里基長照教學中心、桃源國小、內加道長青繪畫班、炫寬教養家園教導創作。
靜宜大學教授陳勇瑞讀到《十五顆小行星》後，2017年去紐西蘭見費爾，以拍成紀錄片《費爾的旅程》。該片於2022年5月27日上映。